# Свято-Духов собор (Минск)
Свято-Духов кафедральный собор — православный храм в Минске, кафедральный собор Белорусского экзархата Русской Православной церкви. Бывший костёл (католический храм) монастыря бернардинок; одна из главных достопримечательностей Верхнего города.

## История
История собора началась в 1633—1642 годах, когда было построено здание, служившее храмом католического монастыря бернардинок. Инициатором строительства выступил трокский воевода Александр Слушка. Монастырь был образован на месте церкви Косьмы и Дамиана. 31 августа 1687 года состоялось освящение костёла в честь Рождества Девы Марии. В то же время к северу от храма был построен П-образный монастырский корпус. Главный вход в монастырь первоначально находился с противоположной от храма стороны. Первоначально комплекс занимал целый квартал. С трёх сторон внутренний дворик окружали трёхэтажные каменные здания, с четвёртой стороны центром композиции являлся двухбашенный храм, построенный в стиле барокко. Во дворе монастыря под землю вели два входа, которые закрывались массивными железными дверьми. Один из них был выложен кирпичом и вёл в сторону реки Свислочи. Спустится в тоннель можно было по кирпичному сходу. Другой вход шёл под землёй к костёлу и монастырю бонифаторов. К северо-востоку от монастыря располагался каменный двухэтажный флигель и деревянные хозяйственные постройки: амбар, конюшня, винокурни и др.
Во время войны 1654—1667 годов бернардинки выехали в Жмудь и за двенадцать лет пребывания вне монастыря никак не пострадали, уцелев в том числе и во время эпидемии 1657 года. Московский столоначальник Пётр Толстой, посетивший монастырь в 1697 году, писал, что в нём «играли на органах на хорах и пели зело предивно». После пожара 1741 года восстановлен, однако уже в 1835 году сильно пострадал. В результате ряда перестроек XIX века многие декоративные элементы главного фасада костёла утрачены: исчезла часть карнизов, в нижних ярусах пробиты новые окна. В 1852 году женский монастырь был упразднён, а пострадавшие строения были отданы православному духовенству; насельницы же перешли в Несвижский монастырь бенидиктинок.

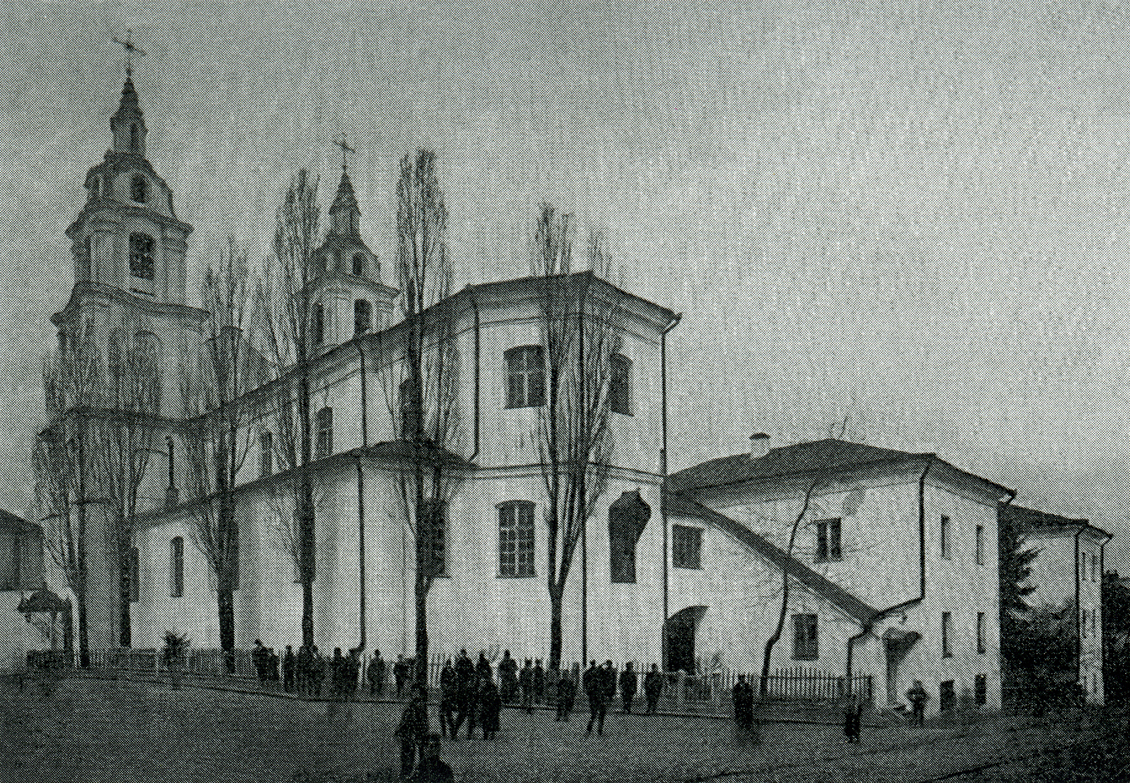
Костёл бернардинок, XIX век

В начале 1860-х годов бывший монастырский храм был обращён в православную церковь, которую освятили в честь святых Кирилла и Мефодия. В период 1862—1863 годов в церкви совершались службы для воспитанников Минской духовной семинарии, которые временно, после своего переезда из Слуцка, размещались в кельях бывшего бернардинского монастыря. После подавления восстания 1863—1864 годов на территории бывшего монастыря работала государственная следственная комиссия.
В 1869 году по ходатайству архиепископа Минского и Бобруйского Александра (Добрынина) из казны были выделены необходимые средства для приведения храма и прилегающего к нему здания в должный порядок, чтобы открыть здесь мужской православный монастырь. Была выделена сумма в 13 тысяч рублей, половину которой использовали при ремонте храма и на устройство в нём нового иконостаса. Позднее сюда переехал из Слуцка Троицкий монастырь, открытый 4 января 1870 года (ставший по указу Синода от 11 мая 1870 года Свято-Духовым). В Минск были переведены библиотека, ризница и многое другое монастырское имущество. Освящение главного придела монастырского храма в честь Сошествия Святого Духа было совершено 22 октября 1870 года. 1 ноября был освящён правый придел храма в честь святых Мефодия и Кирилла. На горних местах помещались иконы Спасителя и Богоматери, привезённые из слуцкой церкви святого Стефана в Тройчанах. Две иконы: «Богоматерь» и «Собор архангелов» — будто бы найденные в начале 1860-х годов при перестройке церкви, — были установлены в каменном киоте левого нефа и над западной дверью. От временного пребывания в 1869 году Минской кафедры на период реставрации собора в храме остались царские врата и иконы местного ряда: Спас, Богоматерь, архидиаконы Стефан и Лаврентий, а также паникадило, подаренное московскими жителями. Среди утвари, прибывшей из Слуцка, — четыре наперстных креста с мощами, посох архимандрита Михаила (Козачинского) из слоновой кости с дарственной надписью, 36 фунтов «серебряного лома» и шесть Евангелий в серебряных окладах. Один из окладов был снят с рукописного Евангелия Юрия Олельковича 1582 года, оставленного в Слуцке. Четыре Евангелия XVII века «плохо читались» и потому не годились для богослужения. Перевезён был также архив Слуцкого монастыря (155 томов). Церкви был подарен колокол весом 52 пуда, а колокол в шесть пудов стался после монастыря бернардинок.
В 1918 году монастырь был закрыт. Храм был перепрофилирован под спортивный зал для пожарной команды, затем архив. Примерно с 1929 года в подвалах держали арестованных. Кресты с башен сняли, образы и другие церковно-исторические ценности исчезли. Свято-Духов монастырь возрождён в 1943 году: был сооружён новый трёхъярусный иконостас, внесены иконы. Подготовленный к службе собор освятил епископ Филофей (Нарко). Почти сразу после освобождения Минска советские власти закрыли главный православный храм города — Петропавловский собор, который действовал в годы оккупации, после чего в 1945 году в монастырь были перенесены кафедра и чудотворная икона Богоматери.

В 1947 году над собором установили кресты. В первой половине 1950-х годов во внутренней части храма был проведён капитальный ремонт. В 1960-х годах в южной части собора устроен придел святой Варвары с частицей её мощей, престол в честь Казанской иконы Божией Матери, а в северной части установили раку с мощами праведной Софии, княгини Слуцкой; в криптовой части собора обустроили придел в честь равноапостольных Мефодия и Кирилла (сегодня он действует как крестильная церковь). В 1961 года Свято-Духову храму был присвоен статус кафедрального собора Минской епархии. 

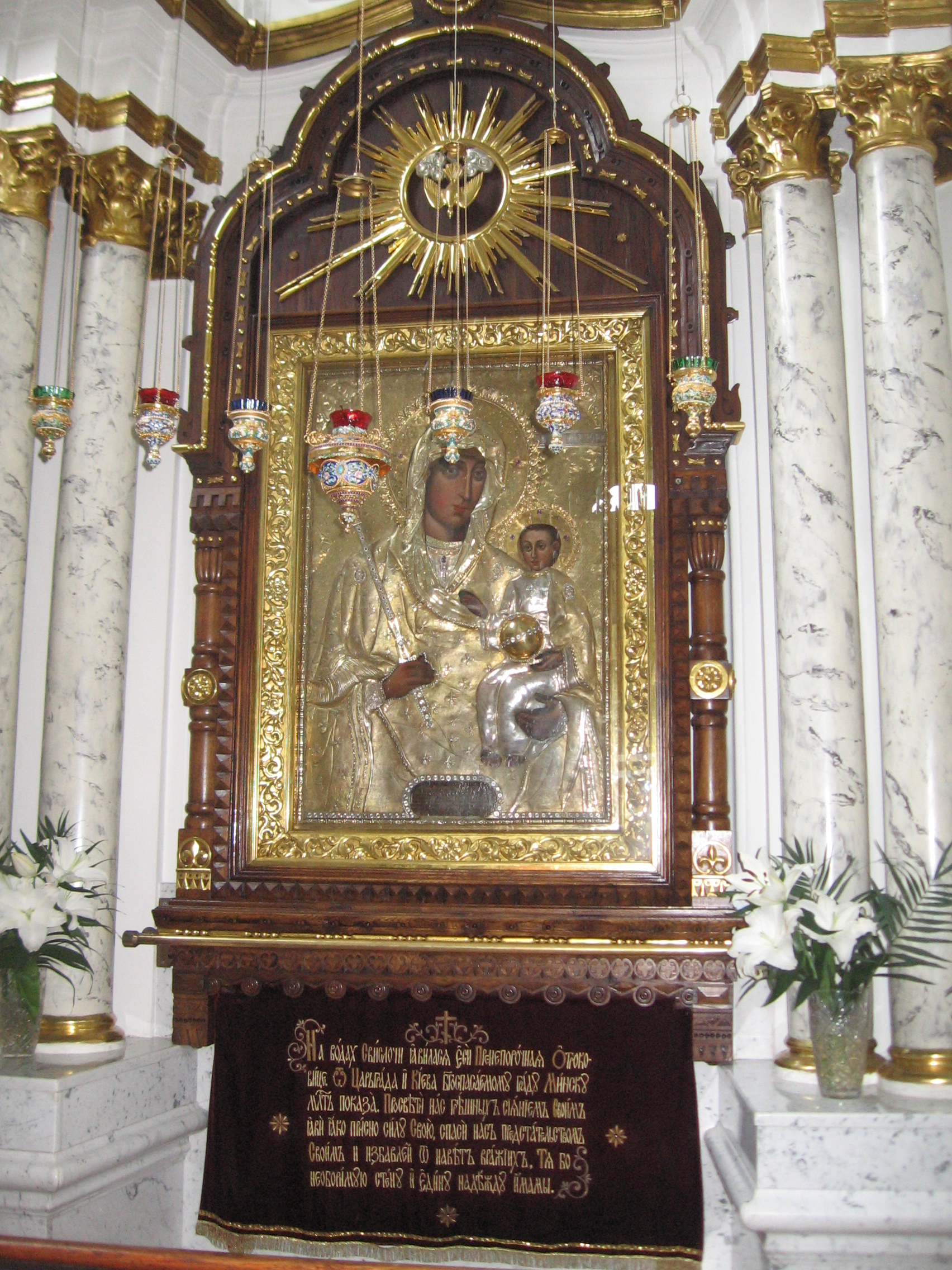
Минская чудотворная икона Божией Матери в храме

Реставрация храма проведена в конце 1970-х — начале 1980-х годов при настоятеле Михаиле Булгакове; в 1986 году впервые после полувекового молчания нал Минском зазвонили колокола. Во времена «перестройки», в конце 80-х годов XX века протоиереем в храме служил кандидат богословских наук Евгений Грушецкий, который считался одним из лучших священников Минского кафедрального Свято-Духова собора. В 1988 году при его участии отмечалось 1000-летие Крещения Руси.
25 ноября 1990 года в Минске состоялся первый за многие десятилетия крестный ход — из Свято-Духова кафедрального собора во вновь освященную церкви Марии Магдалины перенесли в особом ковчежце частицу мощей равноапостольной Марии Магдалины. В 2000 году реконструирован придел святой Варвары, в нём установлен новый иконостас с иконами работы П. Жарова.
3 мая 2022 года, в день Радоницы, состоялось торжественное открытие памятника первому патриаршему экзарху всея Беларуси митрополиту Филарету (Вахромееву) у центрального входа в Свято-Духов собор, в котором владыка Филарет начинал своё служение как правящий архиерей. В открытии приняли участие патриарший экзарх всея Беларуси митрополит Минский и Заславский Вениамин и президент Белоруссии Александр Лукашенко, архиереи Белорусского экзархата, представители светской власти. Фигура создана  авторским коллективом под руководством скульптора Андрея Хотяновского.

## Настоятели монастыря
Наместники:
Сергий (иеромонах) (1870 — 1881)
Иосиф (архимандрит) (1881 — † 8.07.1887)
Иоанникий (игумен) (30.09.1887 — ?)

## Святыни
Теперь Свято-Духовая церковь — кафедральный собор Белорусской православной церкви. В иконостасе есть целый ряд ценных икон московской академической школы. Но самая ценная реликвия — чудотворная икона Божией Матери, обретенная минчанами в 1500 году и именуемая Минской.
Другой святыней храма являются нетленные мощи святой благоверной Софии Слуцкой, внучки Анастасии Слуцкой, которые можно увидеть в боковой нише слева от алтаря.